# 狭瓣虎耳草
狭瓣虎耳草（学名：Saxifraga pseudohirculus）为虎耳草科虎耳草属下的一个种。

## 扩展阅读
維基物種上的相關：狭瓣虎耳草